# Anna Kulishova
Anna Kulishova, cuyo nombre era Anna Moiséyevna Rozenshtein (en ruso: Анна Кулишёва y Анна Моисеевна Розенштейн, en italiano: Anna Kuliscioff (Simferopol, 9 de enero de 1855 – Milán, 29 de diciembre de 1925), fue una anarquista, médica y revolucionaria rusa, una de las principales exponentes y fundadores del Partido Socialista Italiano.

## Biografía
Nacida en una rica familia judía de Simferopol en Crimea, tras una infancia feliz y dedicada al estudio, en 1871 se trasladó a Suiza para frecuentar el curso de filosofía en la Universidad de Zúrich.
Por orden del zar, que empezaba a preocuparse por la difusión de las ideas revolucionarias, tuvo que volver a Rusia, donde el revolucionario Piotr Makárevich, su primer marido, se unió a otros jóvenes rusos adeptos a las ideas de Mijaíl Bakunin, en la llamada "Marcha hacia el pueblo", yendo a trabajar a los pueblos al lado de los campesinos para compartir las míseras condiciones de vida. En este periodo se convenció de la necesidad del uso de la fuerza para liberarse de la opresión.
Por su actividad fue procesada por el tribunal ruso, por lo que se trasladó a Suiza, cambiando su nombre para que no la encontraran los agentes zaristas a Kulishova o Kulishoff. En su segunda estancia en Suiza conoció a Andrea Costa, con el que se trasladó luego a París, de donde fueron expulsados en 1878, marchándose a Italia. Pocos meses después, Anna fue procesada en Florencia acusada de conspirar con los anarquistas para subvertir el orden establecido.
Se trasladaron nuevamente a Suiza, que dejaron en 1880 para volver clandestinamente a Italia, donde volvió a ser arrestada. Tras otra estancia en Suiza, Ana regresó a Italia, reuniéndose con Costa en Imola, donde dio a luz a su hija Andreína. En 1881 la relación entre los dos terminó, y Ana, con su hija, volvió a Suiza, donde se inscribió en la facultad de medicina. Aquellos años los dedicó al estudio y a recuperarse de su enfermedad, ya que en su encarcelamiento en Florencia había contraído la tuberculosis.
En 1891 participó en el congreso de la Segunda Internacional celebrado en Bruselas, congreso en el que se confirmó la compatibilidad de feminismo y socialismo y en el que junto a otras delegadas como Wilhelmina Drucker de Holanda, Emma Ihrer y Ottilie Baader de Alemania y Louise Kautsky de Austria lograron que se aceptara una resolución para que los partidos socialistas de todos los países incluyeran en sus programas la lucha por la plena igualdad legal y política de hombres y mujeres.
En 1888 se especializó en ginecología, primero en Turín, luego en Padua. Con su tesis descubrió el origen bacteriológico de la sepsis puerperal, abriendo la puerta al descubrimiento que salvaría a millones de mujeres tras el parto. Se trasladó a Milán, donde comenzó a ejercer la actividad de médico, también en los barrios más pobres de la ciudad, por lo que fue conocida en esa ciudad como la doctora de los pobres.
Entretanto, estuvo ligada sentimentalmente a Filippo Turati, acompañada siempre por su hija Andreína. El salón de su casa milanesa se convierte en la redacción de Crítica social, la revista del socialismo italiano, que Ana dirige desde 1891, y fue frecuentado por los principales intelectuales de la época, como Luigi Majno, Ersilia Bronzini y Ada Negri.

...el mejor cerebro del socialismo italiano fue realmente aquella suave y fiera mujer, ante la cual no había quien no se quedara deferente y admirado, Mussolini incluido. Carlo Silvestri en Turati lo ha detto, Rizzoli, 1947

En 1898 fue arrestada con la acusación de reato de opinión y subversión. Tras varios meses fue liberada por indulto. Elaboró una ley de tutela del trabajo infantil y del femenino que presentada por el Partido Socialista Italiano al Parlamento de Italia, fue aprobada en 1902 como ley Carcano, n.º 242.
En 1904, su hija Andreína se casó con Luigi Gavazzi, proveniente de una importante dinastía de emprendedores textiles, "un joven bueno - son palabras de Ana al padre de Andreina, Andrea Costa, en una letra del 27 marzo de 1904 -, simpático, voluntarioso, trabajador... y enamorado como vi a pocos jóvenes que sean capaces de estarlo", que, no obstante, forma parte, continúa Anna - "del parentío más negro del conservadurismo milanés". La hija de dos auténticos revolucionarios ateos había abrazado la fe, por lo que Anna comentaba "Querido Andrea, sí, tienes razón, es una gran melancolía deber convencerse de que nosotros no somos nuestros hijos... nuestra hija no tiene ni el alma rebelde ni el temperamento combativo... Ninetta (Andreina) no es a nuestra imagen". Dos hijos de Andreína serían religiosos, uno abad del monasterio benedictino de Subiaco y la otra hermana carmelita descalza.
Anna Kulishova, juntamente con la sindicalista Maria Goia, formó parte activa de la lucha por la extensión del voto a las mujeres fundándose con su iniciativa en 1911 el Comité Socialista por el sufragio femenino. Al año siguiente, una ley de Giovanni Giolitti sobre la institución del sufragio universal masculino, que extendía entre otros el voto a los analfabetos que hubieran cumplido los treinta años, continuó excluyendo a las mujeres del derecho al voto. Para Anna se inició un periodo de depresión, en el que también perdió el contacto con Turati.

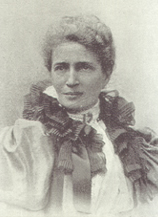
Retrato de Kulishova, 19 de enero de 1907.

Murió en Milán en 1925. Durante el funeral, algunos fascistas se arrojaron contra las carrozas del cortejo fúnebre. En su honor en Milán fue constituida la Fundación Anna Kulishova, que tiene una biblioteca de 35.000 volúmenes y opúsculos donados por Giulio Polotti todos dedicados a la historia del Socialismo, además de una calle en el área de Bisceglie. Bajo los pórticos que dan entrada a la Galleria Vittorio Emanuele, hay una placa que recuerda su estancia en Milán, juntamente con Filippo Turati.

## Obras
- Il monopolio dell'uomo: conferenza tenuta nel circolo filologico milanese, Milán, Critica sociale, 1894.
- A. Kuliscioff, F. Turati Il *voto alle donne: polemica in famiglia per la propaganda del suffragio universale in Italia, Milán, Uffici della critica sociale, 1910.
- Proletariato femminile e Partito socialista: relazione al Congresso nazionale socialista 1910, Milán, Critica sociale, 1910.
- Donne proletarie, a voi...: per il suffragio femminile, Milán, Società editrice Avanti!, 1913.

### Ediciones modernas
- Lettere d'amore a Andrea Costa, 1880-1909, Milán, Feltrinelli, 1976.

## Filmografía
- Anna Kuliscioff, dirigida por Roberto Guicciardini (1981)